# Andrzej Szejna
Andrzej Jan Szejna (n. 28 aprilie 1973, Końskie, Voievodatul Sfintei Cruci, Polonia) este un om politic polonez, membru al Parlamentului European în perioada 2004-2009 din partea Poloniei.